# フェオファニヤ・ムザロニッサ
フェオファニヤ・ムザロニッサ（ロシア語: Феофания Музалонсса、? - 1090年頃）は、リューベチ・シノディクにおいて、トムタラカニ公オレグの妻と記されている人物である。（なお、オレグの妻ではなかったとする説もある。）
フェオファニヤはビザンツ帝国の貴族、ムザロン（Μουζάλων）家(ru)出身であるが、両親に関しては不明である。なお、フェオファニヤをコンスタンディーヌポリ全地総主教ニコラス4世(ru)のおばとする説がある。各種の史料からみて、1079年あるいは1081年に、ビザンツ帝国領に配流中であったオレグと結婚したと推測される。また結婚は、ビザンツ皇帝ニケフォロス3世もしくはアレクシオス1世が薦めたとみなされている。1083年、ビザンツ帝国海軍・陸軍の支援を受けたオレグはトムタラカニ公国を占拠し、フェオファニヤも共にトムタラカニ(ru)（タマン半島の都市）へと渡った。1912年にはケルチ（クリミア半島の都市）において、フェオファニヤの名が記された印章が発掘されており、フェオファニヤはトムタラカニ公国において大きな権限を有したと推測されている。印章には、「主（神）の女僕フェオファニヤ、ルーシのアルコーン、ムザロニッサ」と記されており、印章は現在はロシア・エルミタージュ美術館に収集されている。フェオファニヤの属するムザロン家、ならびにビザンツ帝国の支援によって、オレグはタマン半島、クリミア半島（共にトムタラカニ公国領）における権限を強化することができた。それと同時に、ビザンツ・コンスタンティノープルへは食料・傭兵が供給された。
フェオファニヤは1090年頃に死亡した。夫オレグの妻に関しては諸説あり、別の妻（ポロヴェツ族・オセルクの娘か）がいたとする説、オレグの妻はフェオファニヤのみだったとする説がある（なお、オレグの結婚回数を記した史料はない）。よって、フェオファニヤの子か否かは確定できないが、オレグの子にはマリヤ、フセヴォロド、イーゴリ、グレプがいた。